# أنطوني ويلسون
أنطوني ويلسون (بالإنجليزية: Anthony Howard) أو طوني ويلسون (20 فبراير 1950-10 أغسطس 2007) صحفي ومنشط إذاعي وتلفزي بريطاني سابق.

## روابط خارجية
- أنطوني ويلسون على موقع IMDb (الإنجليزية)
- أنطوني ويلسون على موقع الموسوعة البريطانية (الإنجليزية)
- أنطوني ويلسون على موقع ميوزك برينز (الإنجليزية)
- أنطوني ويلسون على موقع إن إن دي بي (الإنجليزية)
- أنطوني ويلسون على موقع أول ميوزيك (الإنجليزية)
- أنطوني ويلسون على موقع ديسكوغز (الإنجليزية)
- أنطوني ويلسون على موقع قاعدة بيانات الفيلم (الإنجليزية)